# خط اصلی جنوب ولز
خط اصلی جنوب ولز (ویلزی: Prif Linell De Cymru) یک خط راه‌آهن در ولز است که شاخه‌ای از خط اصلی بزرگ غربی است.
این خط دارای ۱۸ ایستگاه می‌باشد و طول آن ۱۳۵ کیلومتر است.

## شهرهای تحت پوشش
- ردینگ
- دیدکات
- سوئیندون
- بریستول
- نیوپورت
- کاردیف
- بریجند
- بندر تالبوت
- نیث
- سوانزی